# Hôtel de la Pouge
L'hôtel de la Pouge est un hôtel particulier situé au Dorat, en France.

## Localisation
L'hôtel est situé dans le département français de la Haute-Vienne, sur la commune du Dorat.

## Historique
L'hôtel est construit en 1654 sur l'emplacement de "masures". Cette demeure est la commande de Joseph Philippes de la Rivallerie, lieutenant criminel de la Sénéchaussée. Son neveu, Jean Philippes, chanoine, y entreprend de nombreux remaniement en 1699.

L'édifice a été identifié par erreur comme étant la maison de Claude de La Pouge, lieutenant général, assassiné en 1578. Le véritable endroit se situe au n° 4 de la rue Saint-Michel, maison qui comporte d'ailleurs des éléments du XVIe siècle.
L'édifice est partiellement inscrit au titre des monuments historiques le 18 septembre 1992.